# Schlierbach-Kohlrain
Das Naturschutzgebiet Schlierbach-Kohlrain liegt auf dem Gebiet der Stadt Bad Rappenau und der Gemeinde Siegelsbach im Landkreis Heilbronn in Baden-Württemberg. 
Das Gebiet erstreckt sich östlich des Kernortes von Siegelsbach und nordwestlich von Heinsheim, einem Stadtteil von Bad Rappenau. Westlich des Gebietes verläuft die Kreisstraße K 2038, nördlich die K 2037 / K 3947 und südlich und östlich die K 2148. Östlich fließt der Neckar. Im Gebiet liegt der Jüdische Friedhof Heinsheim.

## Bedeutung
Das 40,6 ha große Gebiet steht seit dem 26. August 1999 unter der Kenn-Nummer 1.235 unter Naturschutz. Ein Teil des Gebiets stand durch Verordnung des Regierungspräsidiums Stuttgart unter dem Namen Naturschutzgebiet Schlierbach bereits seit 9. Oktober 1975 unter Schutz. Es handelt sich um
- naturnahe Waldgebiete in gebietstypischer Ausprägung mit besonderen ökologischen Verhältnissen,
- einen Lebensraum für standorttypische Tiere und Pflanzen, darunter auch Lerchensporn, Gelbe Anemone und Nieswurz und
- um ein wissenschaftliches Forschungsprojekt, das nahezu deckungsgleich mit dem Bannwald ist.[4][5]